# Petros Galaktopoulos
Petros Galaktopoulos (Atenas, Grecia, 7 de junio de 1945) es un deportista griego retirado especialista en lucha grecorromana donde llegó a ser subcampeón olímpico en Múnich 1972.

## Carrera deportiva
En los Juegos Olímpicos de 1968 celebrados en México ganó la medalla de bronce en lucha grecorromana estilo peso ligero, tras el japonés Muneji Munemura (oro) y el yugoslavo Stevan Horvat (plata). Cuatro años después, en las Olimpiadas de Múnich 1972 ganó la plata en la categoría de 74 kg.